# Louis Frédéric Ancillon
Louis Frédéric Ancillon, auch Ludwig Friedrich Ancillon (* 21. Mai 1740 in Berlin; † 13. Juni 1814 ebenda) war ein preußischer französisch-reformierter Theologe.

## Familie
Ancillon stammte aus einer bedeutenden Familie der preußischen Hugenotten. Sein Vater Frédéric Luc Ancillon (1698–1758) war reformierter Theologe, seine Mutter Judith Naudé (1705–1780) eine Tochter des Mathematikprofessors Philipp Naudé, sein Großvater Charles Ancillon preußischer Jurist und Diplomat, sein Urgroßvater David Ancillon der Ältere Prediger der Hugenottengemeinde in Berlin sowie preußischer Hofprediger. Aus seiner 1767 geschlossenen Ehe mit Marie Mathis (1743–1817), Tochter des Gewürzhändlers Daniel Mathis, ging u. a. der preußische Minister Jean Pierre Frédéric Ancillon hervor.

## Leben und Werk
Ancillon wurde 1761 Katechet in der Berliner französisch-reformierten Gemeinde und 1765 Prediger an der Klosterkirche. 1796 trat er daneben in das preußische Oberkonsistorium ein und wurde Geheimer Rat im consistoire supérieur des communautés réformées françaises.
1780 hielt er die Trauerrede auf Prinzessin Luise Amalie von Preußen, 1786 auf König Friedrich II., 1797 auf dessen Witwe Elisabeth Christine von Braunschweig-Wolfenbüttel-Bevern. Auch weitere Predigten von ihm wurden gedruckt.
Neben seinen Amtspflichten beschäftigte Ancillon sich vor allem mit philosophischen Fragen. Für seine Abhandlung Quels sont outre l’inspiration les caractères qui assurent aux livres saints la supériorité sur les livres profanes erhielt er 1782 den Preis der Akademie von Rouen. 1786 wurde er als ordentliches Mitglied in die Königlich-Preußische Akademie der Wissenschaften aufgenommen, wo er sich in Veröffentlichungen vor allem mit dem aufklärerischen Skeptizismus auseinandersetzte. Besondere Beachtung fand sein fiktiver Dialog zwischen George Berkeley und David Hume.